# Lauriléter sulfato de sódio
Lauril éter sulfato de sódio, ou laureth sulfato de sódio (SLES), é um detergente e surfactante que faz parte de muitos produtos de higiene (sabonetes, shampoos, cremes dentais, etc.). É um desengordurante muito eficaz e barato.
A sua fórmula química é CH3(CH2)10CH2(OCH2CH2)nOSO3Na. Por vezes o número "n" é incluído no nome, por exemplo lauriléter-2 sulfato de sódio. O produto comercial é heterogéneo, tanto no comprimento da cadeia álcali (12 sendo a moda do número de átomos de carbono), como no número de grupos etoxila, onde n é a mediana. Tem-se que n=3 é comum nos produtos comerciais. SLES pode ser derivado por etoxilação de SDS.  
Dodecil sulfato de sódio (Lauril sulfato de sódio) (também conhecido como SDS) e lauril sulfato de amónio (ALS) são alternativas comuns ao SLES em produtos comerciais.
Enquanto o SLS é um conhecido irritante, algumas evidências e pesquisa sugerem que SLES pode também causar irritação após exposição prolongada.

## Efeitos na pele sensível
Produtos contendo essas substâncias podem afetar quem tenha propensão a eczemas e outras irritações. Essas substâncias ajudam na produção elevada de espuma nesses produtos, permitindo uma melhor distribuição do produto durante a lavagem do cabelo, pele ou dentes. Quando enxaguado, o produto terá lavado a área mas, em contrapartida, terá também removido a humidade das camadas superiores da derme. Em pessoas com pele sensível (dadas a dermatites, acne, eczema, psoríase e sensibilidade química), as propriedades hidrófilas desse tipo de detergentes podem causar o ressurgir de problemas de pele ou piorar condições já existentes.

## Preocupações de saúde
A Cosmetic, Toiletry, and Fragrance Association (CTFA) e a American Cancer Society dizem que a possibilidade de o LSS ser cancerígeno é uma lenda urbana.
Contudo, o Environmental Working Group disse no seu Skin Deep Report que o LSS pode possivelmente estar contaminado com 1,4-dioxano. SLES e SLS sabe-se que tenham sido contaminados com 1,4-dioxano. A U.S. Environmental Protection Agency considera o 1,4-dioxano como um possível cancerígeno. A U.S. Food and Drug Administration encoraja as empresas a remover este contaminante, tal ainda não é imposto por lei.

## Nomes alternativos
- Steol-130, 230, 270, 330, 370 or 460
- Stepanol
- Alkyl Ether Sulfate
- Sodium POE(2) Lauryl Ether Sulfate
- Sodium Diethylene glycol Lauryl Ether Sulfate
- Sodium Lauryl Ether Sulfate
- Surfax EVE
- ALKOPON
- Innoless LE-70